# مصير الأرواح
مصير الأرواح هو كتاب للدكتور مايكل نيوتن (9 ديسمبر 1931 - 22 سبتمبر 2016)، نُشر في عام 2000. كان نيوتن معالجًا بالتنويم المغناطيسي طور أسلوبه الخاص في الانحدار العمري في العلاج. معهد مايكل نيوتن للحياة بين الحياة بالتنويم المغناطيسي هو منظمة «غير ربحية» تأسست في عام 2002. وتم إنشاء المعهد لتدريب المعالجين بالتنويم الإيحائي المؤهلين لمواصلة عمل الدكتور نيوتن في الحياة الماضية والعوالم الروحية.

## الملخص
في كتابه الثاني، ومن خلال ما يسميه البحث في الحياة الآخرة، يدعي مايكل نيوتن أنه وثق نتائج عمله السريري في العلاج بالتنويم المغناطيسي الروحي. يتم تقديم هذه في شكل دراسات الحالة ويؤكد نيوتن أنها تكشف عن الجوانب الخفية لعالم الأرواح.

## الاستقبال
قالت دار النشر الأسبوعية في مراجعتهم إن هذا الكتاب كان «حجمًا ثريًا ومليئًا بالمقابلات وروايات رائعة من منظور الشخص الأول، ومع ذلك فإن هذا الكتاب ليس للمبتدئين ؛ يفشل نيوتن أحيانًا في شرح مصطلحاته، لذا فإن القراء الذين لا يعرفون قد يشعر الكثير عن «الحياة بين الأرواح» بالضياع. ومع ذلك، سيجد القراء الأكثر استنارة هذا وليمة، وسيجد نيوتن مضيفًا ساحرًا.» فاز كتاب مصير الأرواح بجائزة كتاب الناشر المستقل في عام 2001 في فئة العصر الجديد، وهو واحد من 49 فئة من هذه الجائزة السنوية.